# Falkenseer Kuhlaake
Falkenseer Kuhlaake este o arie protejată (arie specială de conservare — SAC, sit de importanță comunitară — SCI) din Germania întinsă pe o suprafață de 169,65 ha, integral pe uscat.

## Localizare
Centrul sitului Falkenseer Kuhlaake este situat la coordonatele 52°34′46″N 13°08′11″E / 52.5794°N 13.1364°E.

## Înființare
Situl Falkenseer Kuhlaake a fost declarat sit de importanță comunitară în septembrie 2000.

## Biodiversitate
Situată în ecoregiunea continentală, aria protejată conține 3 habitate naturale: Pajiști cu Molinia pe soluri calcaroase, turboase sau argilos-nămoloase (Molinion caeruleae), Păduri de stejar sau de stejar și carpen sub-atlantice și medio-europene de Carpinion betuli, Păduri acidofile de stejar bătrân cu Quercus robur pe câmpii nisipoase.
La baza desemnării sitului se află mai multe specii protejate:
- păsări (3): cuc (Cuculus canorus), grangur (Oriolus oriolus), silvie de câmp (Sylvia communis)
- nevertebrate (2): rădașcă (Lucanus cervus), Osmoderma eremita

Pe lângă speciile protejate, pe teritoriul sitului au mai fost identificate 7 specii de plante, 4 specii de mamifere, 1 specie de reptile.